# باول كوري (مخرج)
باول كوري (بالإنجليزية: Paul Currie)‏ هو مخرج أسترالي، ولد في 2 مارس 1968.

## وصلات خارجية
- باول كوري على موقع IMDb (الإنجليزية)
- باول كوري على موقع قاعدة بيانات الفيلم (الإنجليزية)